# Parapeytoia yunnanensis
Parapeytoia yunnanensis és un gènere extint de dinocàrides que van viure fa 530 milions d'anys; va ser trobat en les pissarres de Maotianshan a la Xina. Com és el cas dels anomalocàrides, Parapeytoia tenia dues arpes principals davant i també una boca rodona similar a una rodanxa de pinya, ulls pedunculats, i cua lobulada carnosa amb forma de ventilador. Parapeytoia tenia almenys 14 parells de lòbuls en els costats del cos.
Molts científics discuteixen de si Parapeytoia era un anomalocàrida veritable, o una mica més estretament vinculat a Yohoia o a Haikoucaris, perquè a diferència d'altres anomalocàrides, com Amplectobelua, tenia potes. Parapeytoia tenia en total 13 parells de potes; els primers dos parells eren gairebé dues vegades més petits que les altres potes. Atès que tenia potes, va passar probablement la major part del seu temps en el fons marí buscant preses. L'aliment de Parapeytoia va incloure probablement artròpodes, entre ells trilobits), cucs, mol·luscs primitius i unes altres de les criatures oposades en la diversitat de la Xina prehistòrica.